# وایزن‌هایم آم زاند
وایزنهایم ام زاند (به آلمانی: Weisenheim am Sand) یک شهر در آلمان است که در باد دورکهایم واقع شده‌است. وایزنهایم ام زاند ۴٬۳۹۱ نفر جمعیت دارد.